# Ture Axelsson
Ture Wilhelm Axelsson, född 3 juli 1921 i Helsingfors, död 2 augusti 2012, var en finländsk kanotist och tvåfaldig olympisk bronsmedaljör.

## Karriär
Vid olympiska sommarspelen 1948 i London tog Axelsson två brons tillsammans med Nils Björklöf i K-2 1000 meter och K-2 10000 meter. Därefter tog Axelsson och Björklöf guld tillsammans i K-2 500 meter vid VM 1948 i London.
Axelsson tog totalt 11 guld vid finska mästerskapen. På 1940-talet var han även med i styrelsen för Finlands kanotförbund.